# Altar del rey Ratchis

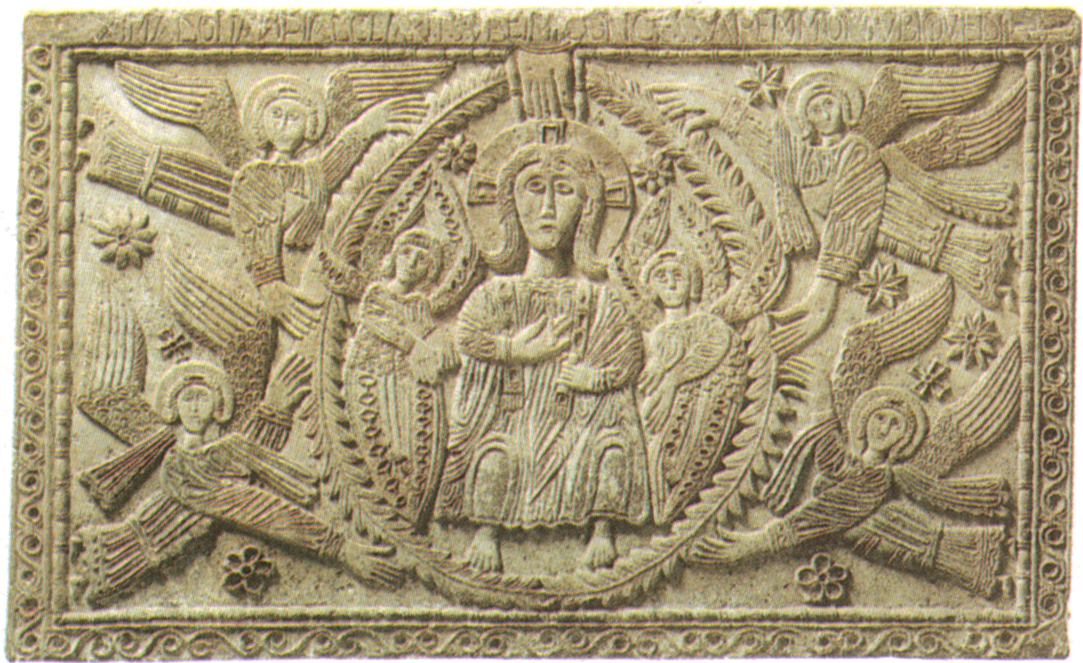
Maiestas Domini, relieve del altar del rey Ratchis

El altar del rey (o el duque) Ratchis se encuentra en el Museo Cristiano de Cividale del Friuli y es una de las más importantes obras escultóricas del llamado Renacimiento liutprandés (730-740). Está datado entre el 737 y el 744, período en el que el lombardo Ratchis fue duque del Friuli; a partir de esa fecha fue rey de los lombardos. Las dimensiones del conjunto son 1,44 x 0,90 x 0,88 m. El altar fue llevado en el año 1947 a la catedral de la iglesia de san Martín, donde está documentado desde 1568.

## Descripción y estilo
Compuesto por cuatro placas de mármol de Aurisina, presenta en lo alto un epígrafe latino y a cada lado un tema religioso: la Visita de María la Virgen a Isabel su cuñada, llamada también simplemente Visitación; Cristo en majestad dentro de una mandorla sostenida por cuatro ángeles; la Adoración de los Reyes Magos. Sobre la superficie de la placa delantera se pueden distinguir residuos significaivos de pigmentos alterados. 
Las figuras en relieve siguen los modelos iconográficos del arte bizantino matizados en su ejecución por la tendencia al esquematismo propio de estos pueblos más acostumbrados a los motivos geométricos que a los temas figurativos. Las imágenes se presentan con una fuerte bidimensionalidad y se destacan respecto al plano del fondo, casi un diseño en relieve. Estos caracteres, la marcada estilización de las figuras y el caligrafismo de las mismas, asemejan este altar con un baúl de marfil monumental.
Coherentemente con un estilo tan abstracto de raíz tardo-antigua, alejado de la representación naturalista de los sujetos, las figuras humanas presentan algunas deformaciones, como las grandes manos de los ángeles que sostienen la mandorla. Los rostros se caracterizan por el adelgazamiento del mentón (rostros «de pera invertida»). El antinaturalismo formal y el fuerte cromatismo que tuvieron en su día las superficies han subrayado a un tiempo con fuerza los valores sacros y simbólicos de la obra. Se puede señalar además la existencia de una jerarquía dimensional simbólica de los personajes según la cual los personajes más importantes tienen un tamaño mayor, como María respecto a su cuñada Isabel o Jesucristo en comparación con los ángeles.

### Cristo en majestad
El Cristo en majestad se coloca en la parte delantera frontal del altar y fue realizado mediante la técnica del bajorrelieve. Cristo (Maiestas) asciende al cielo en el interior de una mandorla arbórea, sujetada por cuatro ángeles y flanqueado por otros dos ángeles en los cuales la iconografía de los querubines se contamina con la de los serafines. Un delicado motivo ornamental enmarca la escena (motivo en forma de S). En origen, esta lápida estaba enriquecida con colores, pasta vítrea y láminas de oro (policromía).

### Adoración de los Reyes Magos

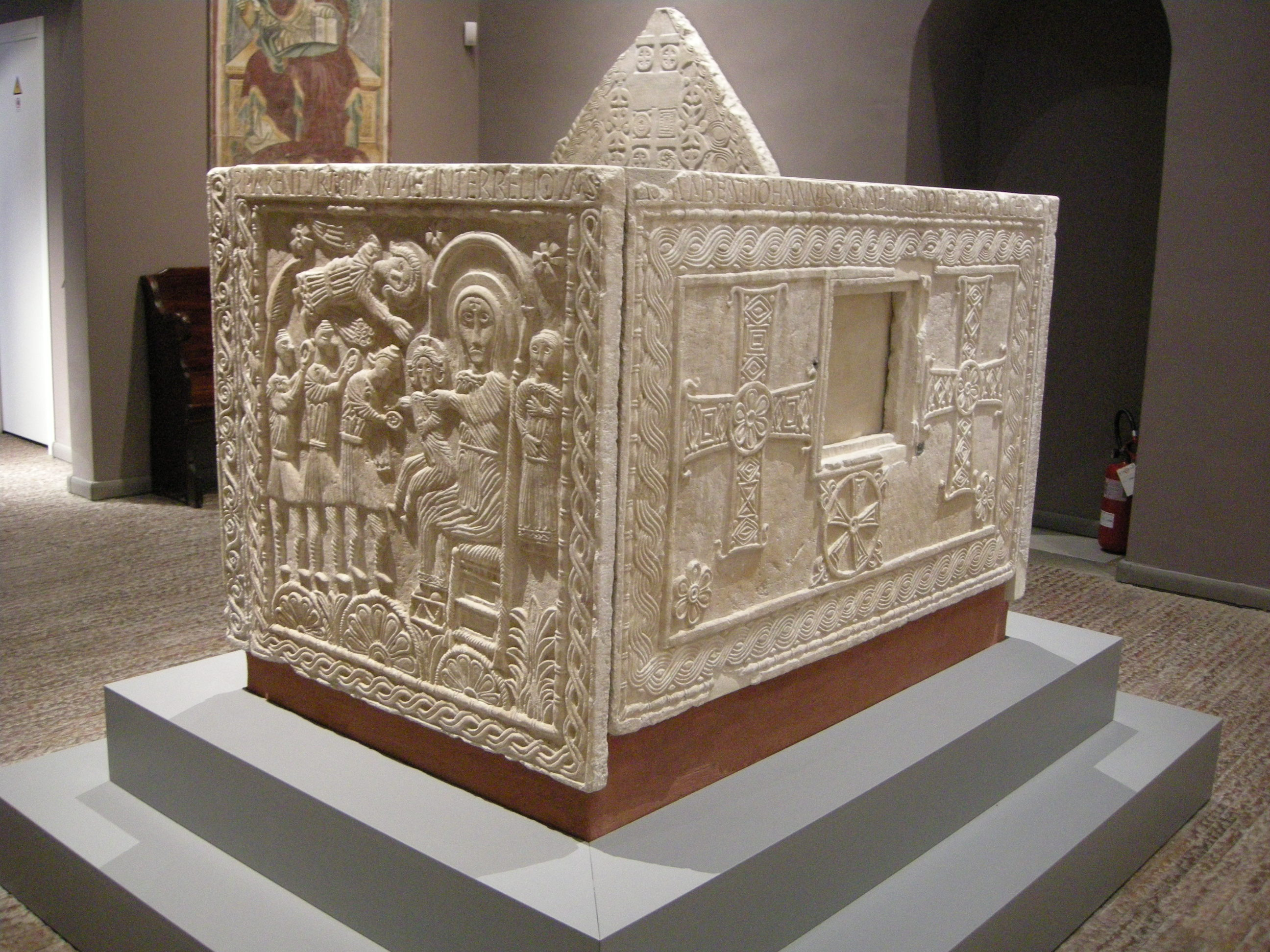
Lateral con la Adoración de los Reyes Magos y parte posterior, con cruces

En la Adoración de los Reyes Magos, la Virgen se presenta sentada sobre un trono alto de madera con el Niño Jesús sobre el regazo y, a la izquierda, los tres magos con sus regalos. Un ángel en lo alto, dispuesto horizontalmente, guía su camino. La Virgen está marcada con una cruz grabada en su frente; los Magos se caracterizan por vestimentas típicas asiáticas (gorro frigio y túnicas drapeadas).
Como en la escena anterior, la superficie está muy decorada, como se corresponde con el horror vacui (miedo al vacío) que caracteriza toda la escultura bárbara. También aquí está presente la proporción jerárquica de los personajes.

### Placa posterior
En la parte posterior del altar están talladas dos cruces griegas, adornadas con rombos y cuadrados, que imitan piedras preciosas, y una rosa en el centro. Bajo de apertura de las reliquias (fenestrella confessionis), hay una estrella de cinco puntas, inscrita en un círculo y rematada con lo que parecen cuatro puntas de lanza o flores de lis; se trataría de una estilización del monograma de Constantino el Grande. En el extremo inferior derecho, y el izquierdo, hay colocadas dos rosetas. Toda la losa tiene un marco trenzado.

## Inscripción
En el altar se encuentra, en el borde superior, una inscripción en latín, de tipo dedicatorio, que recuerda al comitente de la obra, el entonces duque Ratchis:

(Ma)xima dona XPI ad clarit sublemi concessa Pemmoni ubique diruto / (fo)rmarentur ut templa nam et inter reliqua / donum beati Johannis ornabit pendola + teguro pulchro al/tare ditabit marmoris colore Ratchis hidebohohrit.

Podría traducirse de la siguiente manera
Ratchis hidebohohrit (¿gran caballero?), con las generosas donaciones dejadas para la gloria de Cristo por el sublime Pemmone (padre de Ratchis, también duque) con el fin de restaurar las iglesias donde quiera que fueran arruinadas, también adornó entre otras la iglesia de San Juan, enriqueciendo el altar de una cruz pendular colocada bajo el tegurio bello por los colores del mármol.